# Arcaisme
Un arcaisme (del grec ἀρχαῖος) és un mot que ha caigut en desús, una paraula de la història de la llengua que apareix en un text d'època o que s'usa en un discurs contemporani i que és percebut pels parlants com antiquat. S'exclouen de la definició les expressions com proverbis i locucions ja fixades, que no varien al llarg del temps.
Els arcaismes augmenten la formalitat del discurs i provoquen una sensació d'estranyesa en el receptor, per aquest motiu poden ser usats amb fins estètics a la literatura o amb intenció paròdica. També poden ser mots reviscolats per a suplir una mancança lèxica (barbarisme o xenisme) o per a designar un nou concepte (per ex. peatge mot medieval revifat, o bústia que volia dir capsa per a substituir *bussó castellanisme). Poden ser propis d'un cert dialecte de la llengua, amb relació a l'estàndard o una altra varietat d'aquesta.
arcaisme és un mot que no forma diftong, ja que les paraules acabades en -isme, -ista, -us, -um no porten dièresi, per tant és una de les excepcions ortogràfiques de la llengua catalana.